# Opisthoxia humilis
Opisthoxia humilis là một loài bướm đêm trong họ Geometridae.